# Hannah Eurlings
Hannah Eurlings (ur. 1 stycznia 2003) – belgijska piłkarka, występująca na pozycji napastniczki w niemieckim klubie 1. FC Union Berlin oraz w reprezentacji Belgii. Uczestniczka Mistrzostw Europy 2022 i 2025.

## Statystyki

### Klubowe
Na podstawie:
| Klub                | Sezonów | Liga                         | Liga  | Liga   | Puchar krajowy | Puchar krajowy | Kontynentalne | Kontynentalne | Suma  | Suma   |
| Klub                | Sezonów | Liga                         | Mecze | Bramki | Mecze          | Bramki         | Mecze         | Bramki        | Mecze | Bramki |
| ------------------- | ------- | ---------------------------- | ----- | ------ | -------------- | -------------- | ------------- | ------------- | ----- | ------ |
| Oud-Heverlee Leuven | 1       | Belgian Women's Super League | 111   | 41     | 1              | 0              | –             | –             | 112   | 41     |
| 1. FC Union Berlin  | 0       | Frauen-Bundesliga            | 0     | 0      | 0              | 0              | –             | –             | 0     | 0      |
|                     | Łącznie | Łącznie                      | 111   | 41     | 1              | 0              | 17            | 1             | 112   | 41     |

### Reprezentacyjne
Na podstawie:
| Gole w reprezentacji | Gole w reprezentacji | Gole w reprezentacji  | Gole w reprezentacji | Gole w reprezentacji | Gole w reprezentacji | Gole w reprezentacji | Gole w reprezentacji    |
| Lp.                  | Data                 | Miasto                | Przeciwnik           | Wynik                | Gole                 | Inne                 | Rozgrywki               |
| -------------------- | -------------------- | --------------------- | -------------------- | -------------------- | -------------------- | -------------------- | ----------------------- |
| 1.                   | 25.11.2021           | Leuven                | Armenia              | 19:0 (11:0)          | 3'                   | asysta               | Eliminacje MŚ 2023      |
| 2.                   | 25.11.2021           | Leuven                | Armenia              | 19:0 (11:0)          | 30'                  | 57'                  | Eliminacje MŚ 2023      |
| 3.                   | 30.11.2021           | Leuven                | Polska               | 4:0 (3:0)            | 33'                  |                      | Eliminacje MŚ 2023      |
| 4.                   | 16.02.2022           | San Pedro del Pinatar | Słowacja             | 4:0 (1:0)            | 33'                  |                      | Pinatar Cup             |
| 5.                   | 06.09.2022           | Erywań                | Armenia              | 7:0 (4:0)            | 10'                  |                      | Eliminacje MŚ 2023      |
| 6.                   | 21.11.2022           | Bruksela              | Słowacja             | 7:0 (4:0)            | 55'                  |                      | mecz towarzyski         |
| 7.                   | 07.07.2025           | Thun                  | Hiszpania            | 2:6 (1:2)            | 50'                  |                      | Mistrzostwa Europy 2025 |